# Campionato europeo femminile di pallavolo 2007
Il campionato europeo femminile di pallavolo 2007 si è svolto dal 20 al 30 settembre 2007 a Lussemburgo, in Lussemburgo, e Charleroi e Hasselt, in Belgio: al torneo hanno partecipato sedici squadre nazionali europee e la vittoria finale è andata per la prima volta all'Italia.

## Qualificazioni
Al torneo hanno partecipato: le nazionali dei due paesi organizzatori, le prime sei nazionali classificate al campionato europeo 2005 e nove nazionali qualificate tramite il torneo di qualificazione.

## Impianti
| |                                                                   |                                                                         |
| |                                                                   |                                                                         |
| Centre National Sportif et Culturel d'Coque Città: Lussemburgo Capienza: 8 300 Anno d'apertura: 1982 | Spiroudome Città: Charleroi Capienza: 6 300 Anno d'apertura: 1992 | Sporthal Alverberg Città: Hasselt Capienza: 1 700 Anno d'apertura: 1990 |

## Regolamento

### Formula
Le squadre hanno disputato una prima fase a gironi con formula del girone all'italiana: al termine della prima fase, le prime tre classificate di ogni girone hanno acceduto alla seconda fase a gironi con formula del girone all'italiana (ogni squadra ha conservato risultati e punti in classifica conquistati negli scontri diretti durante la prima fase). Al termine della seconda fase, le prime due classificate di ogni girone hanno acceduto alla fase finale strutturata in semifinali, finale per il terzo posto e finale.

### Criteri di classifica
Sono stati assegnati 2 punti alla squadra vincente e 1 a quella sconfitta.
L'ordine del posizionamento in classifica è stato definito in base a:
- Punti;
- Ratio dei set vinti/persi;
- Ratio dei punti realizzati/subiti;
- Risultati degli scontri diretti.

## Squadre partecipanti
| Squadra     | Qualificazione                            | Ultima partecipazione |
| ----------- | ----------------------------------------- | --------------------- |
| Azerbaigian | 4ª al campionato europeo 2005             | Croazia 2005          |
| Belgio      | Paese organizzatore                       | Belgio 1987           |
| Bielorussia | Spareggio al torneo di qualificazione     | Repubblica Ceca 1997  |
| Bulgaria    | 1ª al torneo di qualificazione (girone D) | Croazia 2005          |
| Croazia     | 1ª al torneo di qualificazione (girone F) | Croazia 2005          |
| Francia     | Spareggio al torneo di qualificazione     | Bulgaria 2001         |
| Germania    | 1ª al torneo di qualificazione (girone C) | Croazia 2005          |
| Italia      | 2ª al campionato europeo 2005             | Croazia 2005          |
| Paesi Bassi | 5ª al campionato europeo 2005             | Croazia 2005          |
| Polonia     | 1ª al campionato europeo 2005             | Croazia 2005          |
| Rep. Ceca   | 1ª al torneo di qualificazione (girone B) | Turchia 2003          |
| Russia      | 3ª al campionato europeo 2005             | Croazia 2005          |
| Serbia      | 1ª al torneo di qualificazione (girone E) | Croazia 2005          |
| Slovacchia  | Spareggio al torneo di qualificazione     | Turchia 2003          |
| Spagna      | 1ª al torneo di qualificazione (girone A) | Croazia 2005          |
| Turchia     | 6ª al campionato europeo 2005             | Croazia 2005          |

## Torneo

### Prima fase
| Girone A    | Girone B  | Girone C | Girone D    |
| ----------- | --------- | -------- | ----------- |
| Azerbaigian | Bulgaria  | Croazia  | Belgio      |
| Bielorussia | Polonia   | Francia  | Paesi Bassi |
| Germania    | Rep. Ceca | Russia   | Serbia      |
| Italia      | Spagna    | Turchia  | Slovacchia  |

#### Girone A

##### Risultati
| 20 settembre 2007 Spiroudome, Charleroi Durata: 1h:17 - Spettatori: 300 | Azerbaigian | 3 - 0 | Bielorussia | 25-15, 25-23, 25-13        |
| 20 settembre 2007 Spiroudome, Charleroi Durata: 1h:21 - Spettatori: 450 | Germania    | 0 - 3 | Italia      | 22-25, 12-25, 27-29        |
| 21 settembre 2007 Spiroudome, Charleroi Durata: 1h:12 - Spettatori: 350 | Germania    | 3 - 0 | Azerbaigian | 25-13, 25-22, 25-16        |
| 22 settembre 2007 Spiroudome, Charleroi Durata: 1h:47 - Spettatori: 800 | Bielorussia | 1 - 3 | Germania    | 10-25, 18-25, 27-25, 17-25 |
| 22 settembre 2007 Spiroudome, Charleroi Durata: 1h:13 - Spettatori: 900 | Italia      | 3 - 0 | Azerbaigian | 25-23, 25-14, 25-16        |
| 23 settembre 2007 Spiroudome, Charleroi Durata: 1h:39 - Spettatori: 700 | Bielorussia | 1 - 3 | Italia      | 16-25, 22-25, 25-20, 16-25 |

##### Classifica
| Pos. | Squadra     | Pt | G | V | P | SV | SP | Ratio | PF  | PS  | Ratio |
| ---- | ----------- | -- | - | - | - | -- | -- | ----- | --- | --- | ----- |
| 1.   | Italia      | 6  | 3 | 3 | 0 | 9  | 1  | 9,000 | 249 | 193 | 1,290 |
| 2.   | Germania    | 5  | 3 | 2 | 1 | 6  | 4  | 1,500 | 236 | 202 | 1,168 |
| 3.   | Azerbaigian | 4  | 3 | 1 | 2 | 3  | 6  | 0,500 | 179 | 201 | 0,890 |
| 4.   | Bielorussia | 3  | 3 | 0 | 3 | 2  | 9  | 0,222 | 202 | 270 | 0,748 |

      Qualificata alla seconda fase.

#### Girone B

##### Risultati
| 20 settembre 2007 Sporthal Alverberg, Hasselt Durata: 2h:10 - Spettatori: 400   | Spagna    | 2 - 3 | Bulgaria  | 28-26, 25-15, 31-33, 14-25, 13-15 |
| 21 settembre 2007 Sporthal Alverberg, Hasselt Durata: 2h:17 - Spettatori: 300   | Bulgaria  | 2 - 3 | Rep. Ceca | 10-25, 25-22, 22-25, 25-23, 18-20 |
| 21 settembre 2007 Sporthal Alverberg, Hasselt Durata: 1h:23 - Spettatori: 600   | Polonia   | 3 - 0 | Spagna    | 25-21, 25-22, 25-20               |
| 22 settembre 2007 Sporthal Alverberg, Hasselt Durata: 2h:02 - Spettatori: 1 600 | Rep. Ceca | 1 - 3 | Polonia   | 17-25, 25-27, 25-18, 22-25        |
| 23 settembre 2007 Sporthal Alverberg, Hasselt Durata: 1h:27 - Spettatori: 600   | Rep. Ceca | 3 - 0 | Spagna    | 25-19, 25-23, 25-21               |
| 23 settembre 2007 Sporthal Alverberg, Hasselt Durata: 2h:22 - Spettatori: 1 800 | Bulgaria  | 2 - 3 | Polonia   | 25-20, 25-27, 31-29, 13-25, 13-15 |

##### Classifica
| Pos. | Squadra   | Pt | G | V | P | SV | SP | Ratio | PF  | PS  | Ratio |
| ---- | --------- | -- | - | - | - | -- | -- | ----- | --- | --- | ----- |
| 1.   | Polonia   | 6  | 3 | 3 | 0 | 9  | 3  | 3,000 | 286 | 259 | 1,104 |
| 2.   | Rep. Ceca | 5  | 3 | 2 | 1 | 7  | 5  | 1,400 | 279 | 258 | 1,081 |
| 3.   | Bulgaria  | 4  | 3 | 1 | 2 | 7  | 8  | 0,875 | 321 | 342 | 0,938 |
| 4.   | Spagna    | 3  | 3 | 0 | 3 | 2  | 9  | 0,222 | 237 | 264 | 0,897 |

      Qualificata alla seconda fase.

#### Girone C

##### Risultati
| 20 settembre 2007 Spiroudome, Charleroi Durata: 1h:18 - Spettatori: 450 | Russia  | 3 - 0 | Croazia | 25-23, 25-23, 25-14              |
| 21 settembre 2007 Spiroudome, Charleroi Durata: 1h:41 - Spettatori: 350 | Croazia | 1 - 3 | Francia | 21-25, 26-28, 25-22, 18-25       |
| 21 settembre 2007 Spiroudome, Charleroi Durata: 1h:26 - Spettatori: 800 | Turchia | 0 - 3 | Russia  | 21-25, 26-28, 22-25              |
| 22 settembre 2007 Spiroudome, Charleroi Durata: 1h:08 - Spettatori: 890 | Francia | 3 - 0 | Turchia | 25-19, 25-16, 25-23              |
| 23 settembre 2007 Spiroudome, Charleroi Durata: 1h:17 - Spettatori: 550 | Francia | 0 - 3 | Russia  | 19-25, 17-25, 20-25              |
| 23 settembre 2007 Spiroudome, Charleroi Durata: 2h:04 - Spettatori: 650 | Croazia | 2 - 3 | Turchia | 25-22, 25-22, 22-25, 20-25, 6-15 |

##### Classifica
| Pos. | Squadra | Pt | G | V | P | SV | SP | Ratio | PF  | PS  | Ratio |
| ---- | ------- | -- | - | - | - | -- | -- | ----- | --- | --- | ----- |
| 1.   | Russia  | 6  | 3 | 3 | 0 | 9  | 0  | MAX   | 228 | 185 | 1,232 |
| 2.   | Francia | 5  | 3 | 2 | 1 | 6  | 4  | 1,500 | 231 | 223 | 1,035 |
| 3.   | Turchia | 4  | 3 | 1 | 2 | 3  | 8  | 0,375 | 236 | 251 | 0,940 |
| 4.   | Croazia | 3  | 3 | 0 | 3 | 3  | 9  | 0,333 | 248 | 284 | 0,873 |

      Qualificata alla seconda fase.

#### Girone D

##### Risultati
| 20 settembre 2007 Sporthal Alverberg, Hasselt Durata: 1h:51 - Spettatori: 200   | Slovacchia  | 3 - 2 | Serbia      | 14-25, 25-21, 25-20, 21-25, 15-11 |
| 20 settembre 2007 Sporthal Alverberg, Hasselt Durata: 1h:45 - Spettatori: 2 300 | Paesi Bassi | 3 - 1 | Belgio      | 25-19, 18-25, 25-23, 25-12        |
| 21 settembre 2007 Sporthal Alverberg, Hasselt Durata: 1h:08 - Spettatori: 400   | Paesi Bassi | 3 - 0 | Slovacchia  | 25-16, 25-12, 25-16               |
| 22 settembre 2007 Sporthal Alverberg, Hasselt Durata: 2h:19 - Spettatori: 1 800 | Serbia      | 3 - 2 | Paesi Bassi | 25-18, 17-25, 25-14, 30-32, 15-13 |
| 22 settembre 2007 Sporthal Alverberg, Hasselt Durata: 1h:15 - Spettatori: 2 050 | Belgio      | 3 - 0 | Slovacchia  | 25-14, 25-14, 26-24               |
| 23 settembre 2007 Sporthal Alverberg, Hasselt Durata: 2h:15 - Spettatori: 2 000 | Serbia      | 3 - 2 | Belgio      | 22-25, 25-20, 27-29, 25-17, 15-5  |

##### Classifica
| Pos. | Squadra     | Pt | G | V | P | SV | SP | Ratio | PF  | PS  | Ratio |
| ---- | ----------- | -- | - | - | - | -- | -- | ----- | --- | --- | ----- |
| 1.   | Paesi Bassi | 5  | 3 | 2 | 1 | 8  | 4  | 2,000 | 270 | 235 | 1,148 |
| 2.   | Serbia      | 5  | 3 | 2 | 1 | 8  | 7  | 1,142 | 328 | 298 | 1,100 |
| 3.   | Belgio      | 4  | 3 | 1 | 2 | 6  | 6  | 1,000 | 251 | 259 | 0,969 |
| 4.   | Slovacchia  | 4  | 3 | 1 | 2 | 3  | 8  | 0,375 | 196 | 253 | 0,774 |

      Qualificata alla seconda fase.

### Seconda fase
| Girone E    | Girone F    |
| ----------- | ----------- |
| Azerbaigian | Belgio      |
| Francia     | Bulgaria    |
| Germania    | Paesi Bassi |
| Italia      | Polonia     |
| Russia      | Rep. Ceca   |
| Turchia     | Serbia      |

#### Girone E

##### Risultati
| 25 settembre 2007 Spiroudome, Charleroi Durata: 1h:37 - Spettatori: 350 | Italia      | 3 - 1 | Francia | 24-26, 25-17, 25-10, 25-19 |
| 25 settembre 2007 Spiroudome, Charleroi Durata: 1h:32 - Spettatori: 400 | Germania    | 3 - 0 | Turchia | 25-21, 25-21, 32-30        |
| 25 settembre 2007 Spiroudome, Charleroi Durata: 1h:13 - Spettatori: 250 | Azerbaigian | 0 - 3 | Russia  | 23-25, 14-25, 17-25        |
| 26 settembre 2007 Spiroudome, Charleroi Durata: 1h:14 - Spettatori: 300 | Italia      | 3 - 0 | Turchia | 25-23, 25-14, 25-22        |
| 26 settembre 2007 Spiroudome, Charleroi Durata: 1h:20 - Spettatori: 300 | Germania    | 0 - 3 | Russia  | 12-25, 23-25, 23-25        |
| 26 settembre 2007 Spiroudome, Charleroi Durata: 1h:36 - Spettatori: 450 | Azerbaigian | 1 - 3 | Francia | 14-25, 25-23, 17-25, 21-25 |
| 27 settembre 2007 Spiroudome, Charleroi Durata: 1h:14 - Spettatori: 400 | Italia      | 3 - 0 | Russia  | 25-15, 25-22, 25-19        |
| 27 settembre 2007 Spiroudome, Charleroi Durata: 1h:18 - Spettatori: 400 | Germania    | 3 - 0 | Francia | 25-22, 25-13, 25-15        |
| 27 settembre 2007 Spiroudome, Charleroi Durata: 1h:16 - Spettatori: 350 | Azerbaigian | 0 - 3 | Turchia | 18-25, 19-25, 22-25        |

##### Classifica
| Pos. | Squadra     | Pt | G | V | P | SV | SP | Ratio  | PF  | PS  | Ratio |
| ---- | ----------- | -- | - | - | - | -- | -- | ------ | --- | --- | ----- |
| 1.   | Italia      | 10 | 5 | 5 | 0 | 15 | 1  | 15,000 | 403 | 301 | 1,338 |
| 2.   | Russia      | 9  | 5 | 4 | 1 | 12 | 3  | 4,000  | 359 | 312 | 1,150 |
| 3.   | Germania    | 8  | 5 | 3 | 2 | 9  | 6  | 1,500  | 351 | 327 | 1,073 |
| 4.   | Francia     | 7  | 5 | 2 | 3 | 7  | 19 | 0,700  | 351 | 384 | 0,914 |
| 5.   | Turchia     | 6  | 5 | 1 | 4 | 3  | 12 | 0,250  | 333 | 369 | 0,902 |
| 6.   | Azerbaigian | 5  | 5 | 0 | 5 | 1  | 15 | 0,066  | 294 | 398 | 0,738 |

      Qualificata alla semifinali.

#### Girone F

##### Risultati
| 25 settembre 2007 Sporthal Alverberg, Hasselt Durata: 1h:20 - Spettatori: 200   | Bulgaria  | 0 - 3 | Paesi Bassi | 20-25, 23-25, 19-25        |
| 25 settembre 2007 Sporthal Alverberg, Hasselt Durata: 1h:16 - Spettatori: 500   | Polonia   | 3 - 0 | Serbia      | 25-18, 25-20, 25-14        |
| 25 settembre 2007 Sporthal Alverberg, Hasselt Durata: 1h:45 - Spettatori: 1 000 | Rep. Ceca | 1 - 3 | Belgio      | 16-25, 25-18, 17-25, 21-25 |
| 26 settembre 2007 Sporthal Alverberg, Hasselt Durata: 1h:54 - Spettatori: 150   | Bulgaria  | 1 - 3 | Serbia      | 25-20, 16-25, 19-25, 28-30 |
| 26 settembre 2007 Sporthal Alverberg, Hasselt Durata: 1h:14 - Spettatori: 300   | Rep. Ceca | 0 - 3 | Paesi Bassi | 18-25, 17-25, 22-25        |
| 26 settembre 2007 Sporthal Alverberg, Hasselt Durata: 1h:17 - Spettatori: 2 300 | Polonia   | 3 - 0 | Belgio      | 25-18, 25-20, 25-19        |
| 27 settembre 2007 Sporthal Alverberg, Hasselt Durata: 1h:16 - Spettatori: 350   | Rep. Ceca | 0 - 3 | Serbia      | 18-25, 21-25, 17-25        |
| 27 settembre 2007 Sporthal Alverberg, Hasselt Durata: 1h:50 - Spettatori: 2 000 | Polonia   | 3 - 1 | Paesi Bassi | 25-22, 25-18, 22-25, 25-21 |
| 27 settembre 2007 Sporthal Alverberg, Hasselt Durata: 1h:56 - Spettatori: 1 200 | Bulgaria  | 1 - 3 | Belgio      | 16-25, 19-25, 32-30, 22-25 |

##### Classifica
| Pos. | Squadra     | Pt | G | V | P | SV | SP | Ratio | PF  | PS  | Ratio |
| ---- | ----------- | -- | - | - | - | -- | -- | ----- | --- | --- | ----- |
| 1.   | Polonia     | 10 | 5 | 5 | 0 | 15 | 4  | 3,750 | 458 | 391 | 1,171 |
| 2.   | Serbia      | 9  | 5 | 4 | 1 | 12 | 8  | 1,500 | 453 | 417 | 1,086 |
| 3.   | Paesi Bassi | 8  | 5 | 3 | 2 | 12 | 7  | 1,714 | 431 | 407 | 1,059 |
| 4.   | Belgio      | 7  | 5 | 2 | 3 | 9  | 11 | 0,818 | 430 | 450 | 0,955 |
| 5.   | Rep. Ceca   | 6  | 5 | 1 | 4 | 5  | 14 | 0,357 | 396 | 438 | 0,904 |
| 6.   | Bulgaria    | 5  | 5 | 0 | 5 | 6  | 15 | 0,400 | 446 | 511 | 0,872 |

      Qualificata alla semifinali.

### Fase finale
|  | Semifinali | Semifinali | Semifinali |                 |    | Finale | Finale  | Finale |
|  |            |            |            |                 |    |        |         |        |
|  | 1E         | Italia     | 3          |                 |    |        |         |        |
|  | 1E         | Italia     | 3          |                 |    |        |         |        |
|  | 2E         | Russia     | 0          |                 |    |        |         |        |
|  | 2E         | Russia     | 0          |                 | 1E | Italia | 3       |        |
|  |            |            |            |                 | 1E | Italia | 3       |        |
|  |            |            |            |                 |    | 2F     | Serbia  | 0      |
|  | 2F         | Serbia     | 3          |                 |    | 2F     | Serbia  | 0      |
|  | 2F         | Serbia     | 3          |                 |    |        |         |        |
|  | 1F         | Polonia    | 0          |                 |    |        |         |        |
|  | 1F         | Polonia    | 0          | Finale 3° posto |    |        |         |        |
|  |            |            |            |                 |    |        |         |        |
|  |            |            |            |                 |    | 2E     | Russia  | 3      |
|  |            |            |            |                 |    | 2E     | Russia  | 3      |
|  |            |            |            |                 |    | 1F     | Polonia | 1      |

#### Semifinali
| 29 settembre 2007 d'Coque, Lussemburgo Durata: 1h:19 - Spettatori: 2 500 | Italia | 3 - 0 | Russia  | 25-21, 25-22, 25-13 |
| 29 settembre 2007 d'Coque, Lussemburgo Durata: 1h:25 - Spettatori: 3 000 | Serbia | 3 - 0 | Polonia | 27-25, 25-21, 25-21 |

#### Finale 3º posto
| 30 settembre 2007 d'Coque, Lussemburgo Durata: 1h:42 - Spettatori: 4 500 | Russia | 3 - 1 | Polonia | 21-25, 25-22, 25-14, 25-20 |

#### Finale
| 30 settembre 2007 d'Coque, Lussemburgo Durata: 1h:16 - Spettatori: 4 500 | Italia | 3 - 0 | Serbia | 26-24, 25-18, 25-21 |

## Classifica finale
| Pos     | Squadra     | Rosa |
| ------- | ----------- | --- |
| Oro     | Italia      | Formazione: 3 Croce, 6 Fiorin, 7 Guiggi, 8 Barazza, 9 Secolo, 10 Cardullo, 11 Ortolani, 12 Agüero, 13 Ferretti, 14 Lo Bianco, 15 Del Core, 17 Gioli, CT: Barbolini                |
| Argento | Serbia      | Formazione: 1 Nikolić, 2 Majstorović, 5 Krsmanović, 6 Brakočević, 7 Molnar, 9 Vesović, 10 Ognjenović, 11 Čitaković, 12 Isailović, 13 Simanić, 15 Spasojević, 18 Ćebić, CT: Terzić |
| Bronzo  | Russia      | Formazione: 1 Sedova, 3 Alimova, 4 Fateeva, 5 Sokolova, 6 Godina, 7 Safronova, 11 Gamova, 13 Akulova, 14 Kabešova, 15 Košeleva, 16 Merkulova, 18 Akulova, CT: Caprara             |
| 4       | Polonia     | |
| 5       | Paesi Bassi | |
| 6       | Germania    | |
| 7       | Belgio      | |
| 8       | Francia     | |
| 9       | Rep. Ceca   | |
| 10      | Turchia     | |
| 11      | Bulgaria    | |
| 12      | Azerbaigian | |
| 13      | Slovacchia  | |
| 14      | Croazia     | |
| 15      | Spagna      | |
| 16      | Bielorussia | |

|  |  | Qualificata alla Coppa del Mondo 2007 e al campionato europeo 2009. |

|  |  | Qualificata al campionato europeo 2009. |

## Premi individuali
| Premio                 | Nome              | Squadra |
| ---------------------- | ----------------- | ------- |
| MVP                    | Taismary Agüero   | Italia  |
| Miglior realizzatrice  | Ekaterina Gamova  | Russia  |
| Miglior attaccante     | Małgorzata Glinka | Polonia |
| Miglior muro           | Jenny Barazza     | Italia  |
| Miglior servizio       | Jovana Brakočević | Serbia  |
| Miglior palleggiatrice | Maja Ognjenović   | Serbia  |
| Miglior ricevitrice    | Ljubov' Sokolova  | Russia  |
| Miglior libero         | Paola Cardullo    | Italia  |